# دانبار (حوزه سرشماری)، ویسکانسین
دانبار (به انگلیسی: Dunbar) یک منطقهٔ مسکونی در ایالات متحده آمریکا است که در شهرستان مرینت، ویسکانسین واقع شده‌است. دانبار ۵۰ نفر جمعیت دارد و ۳۹۸٫۰۷ متر بالاتر از سطح دریا واقع شده‌است.